# Уручье (Брянская область)
Уру́чье — село в Выгоничском районе Брянской области, в составе Утынского сельского поселения. 
Село расположено на автомобильной дороге Брянск—Трубчевск, в 22 км к югу от Выгоничей, на правом берегу Десны. Население — 312 человек (2010 год). 

## История
Поселение впервые упоминается в 1627 году как пустошь (бывший починок, разоренный в годы Смуты начала XVII века).
Во второй половине XVII века — владение Похвисневых, в XVIII веке — Баскаковых, позднее также Волконских, Вепрейских, в XIX веке — Н. П. Огарёва, позднее Н. С. Шаншиева и других. В 1700—1703 годах на средства П. Е. Похвиснева построен приходской храм Сергия Радонежского (не сохранился), по которому село также называлось Сергиевским.
Первоначально входило в Брянский уезд; с последней четверти XVIII века до 1924 года в Трубчевском уезде (с 1861 — центр Уручьенской волости). В 1873 году была открыта земская школа. До середины XX века действовала пристань на Десне.
В 1924—1929 в Выгоничской волости Бежицкого уезда; с 1929 в Выгоничском районе, а в период его временного расформирования — в Почепском (1932—1939, 1963—1965), Трубчевском (1965—1977) районе.
До 1954 года и в 1991—2005 гг. являлось центром Уручьенского сельсовета; в другие годы — в составе Колоднянского, Утынского, Сосновоболотского сельсовета.

## Улицы села
В селе существуют следующие улицы:
- Деснянская
- Заречная
- Мира
- Молодёжная
- Новостройка
- Центральная

## Достопримечательности
- Вблизи села — городище раннего железного века.